# 両院制

両院制を採用している国
一院制を採用している国
一院制及び諮問機関を採用する国
議会がない国

両院制（りょういんせい、英: Bicameral system）とは、二つの「議院」によって構成される議会がそれぞれ独立して活動する制度である。二院制（にいんせい）とも呼ばれる。対照的な制度に一院制がある。

## 定義と構成

### 二院制と両院制
両院制の「両」は、「bicameral」という言葉の翻訳であることから「対になっている二つ」という意味合いをもつ。一般に「両院制」と「二院制」は殆ど同義の用語として使われているが、以下のように異なる制度を指すものとして使い分けることもある。
両院制
「1つの議会」が、独立した2つの議院によって構成されているもの。
例：日本、英国、米国など
二院制
完全に独立した2つの議会が存在しているもの。
例：ドイツ、フランスなど

### 上院と下院
「上院 (upper house)」「下院 (lower house)」という言葉は、アメリカの首都がフィラデルフィアにあった頃に議会が使用していた二階建ての公会堂（現在の独立記念館、当時の大きい邸宅と変わらないほどの小振りな建物）で、議員数の多い代議院 (House of Representatives) がその一階部分 (lower house) を、少ない元老院 (Senate) が二階部分 (upper house) を使用したことからこう呼ばれ始めたといわれる。

### 第一院と第二院
議会制度の発祥地であるイギリスをはじめ、欧米の多くの国では上院に相当する議院（貴族院、元老院など）を「第二院」、下院に相当する議院（庶民院、代議院など）を「第一院」としている。
日本では公式にこのような名称が使用されたことはないが、政党名として第二院クラブ（かつては国政に参議院議員のみを擁立していた）が存在する。
オランダにおいては正反対であり、上院を第一院、下院を第二院としている。

## 両院制の特徴

### 両院制の意義

#### 多様な民意の反映と下院の過誤の修正
二度の審議を行うことで、下院の決定に過誤があった際に改めることが期待されている。すなわち、司法における三審制と同様、人間が過ちを犯しうることから慎重に手続を進めることを意図しているものである。したがって、選挙方法および選挙時期を下院と異なるものにすることが望まれる。例えば参議院の選挙制度は当初衆議院の中選挙区制との差別化を図り、全国区と地方区に分けた選挙制度をとっていた。
「両院制」の意義は「多角的な民意の反映」というのが本来の趣旨である。これは双方異なった方法で選出されて構成される議院が存在することによって、様々な角度からの意見が反映されていくことでより深い議論が出来るというものである。加えて、下院のみでは代表され得ない国民の意思を国政に反映させ、国民の意思を問う回数を増やすという意義もあるとされる。
しかしながら、「下院の決定に過誤があった際に改めること」も「多角的な民意の反映」も、その達成のために「両院制」というシステムを採用する必然はなく、その目的達成のために他に合理的な手法がいくらでも考えられる。むしろ「両院制」の目的は、日本国憲法の制定時の政府の見解にあるように、一院制では必ず院内の多数党が形成され、その多数党の横暴が懸念されるため、両院制として多数党の形成および維持を難しくする（両院の選挙で勝たなければ、両院で多数党になれない）ことにあると言うべきである。
下院に相当する議院は基本的には、社会の多勢を占める中産階級の利害を代表している。政治が異なる利害の調節を行なう作業である以上、中産階級で代表されるものとは別の視点からの利害を何らかの形で反映するメカニズムが存在しなければならない。それは少数民族であったり、各地方の利害であったりする。社会が複数の民族から構成される場合や、異なる言語集団から構成される場合は特に重要となる。
現代においては、両院の力が対等であることは少ない。立法に関しては下院に優越がある場合が多く、上院に法案を否決する権利が無い、あるいは制限されていることが多い。行政に関しては、予算や条約の承認などで、どちらかの院にのみ決定権を与えている国が多い。両院の異なる選出メカニズムをふまえ、その民意を適切に反映させるために役割分担がなされるのである。

#### 国民の意思形成の促進
慎重を要する審議を長期化することによって国民の意思形成を促すことができるという意義もあるとされる。

#### 緊急時の危機管理
下院の解散時に上院が国会の機能を補完することなどが存在意義として挙げられる。
日本国憲法第54条第2項は参議院の緊急集会について定めており、衆議院が解散されたときは参議院も同時に閉会となるが、内閣は国に緊急の必要があるときは参議院の緊急集会を求めることができるとしている。

### 両院制の課題
フランスの政治家シエイエスは「上院は下院と一致するなら無用であり、下院に反対するなら有害である」と述べている。ただし、シエイエスらがフランス革命期に作った一院制の議会である国民公会は暴走を起こし、政敵である少数派を次々に死刑にする恐怖政治を引き起こしている。恐怖政治はテルミドールのクーデターにより終結させられ、一院制の国民公会はわずか3年でなくなり、その後できた共和暦3年憲法では、恐怖政治への反省から、二院制の議会が作られている。
日本の参議院については衆議院と全く同じ意思を示すと「カーボンコピー」と揶揄され、衆議院と正反対の意思を示すと「決められない政治」と言われる難しい存在であるという指摘がある。

## 両院制の採用
国名の表記および順序は国の一覧に準拠した。

### 両院制を採用している国
- ヨーロッパ
  -  アイルランド
  -  イギリス
  -  イタリア
  -  オーストリア
  -  オランダ
  -  スイス
  -  スペイン
  -  スロベニア
  -  チェコ
  -  ドイツ
  -  フランス
  -  ベラルーシ
  -  ベルギー
  -  ポーランド
  -  ボスニア・ヘルツェゴビナ
  -  ルーマニア
  -  ロシア
- アジア
  -  アフガニスタン
  -  インド
  -  インドネシア
  -  ウズベキスタン
  -  オマーン
  -  カザフスタン
  -  カンボジア
  -  タイ王国
  -  タジキスタン
  -  日本
  -  ネパール
  -  バーレーン
  -  パキスタン
  -  ブータン
  -  フィリピン
  -  マレーシア
  -  ミャンマー
  -  ヨルダン
- 北アメリカ
  -  アメリカ合衆国
  -  カナダ
  -  メキシコ
- 南アメリカ
  -  アルゼンチン
  -  アンティグア・バーブーダ
  -  ウルグアイ
  -  グレナダ
  -  コロンビア
  -  ジャマイカ
  -  セントルシア
  -  チリ
  -  ドミニカ共和国
  -  トリニダード・トバゴ
  -  ハイチ
  -  バハマ
  -  パラグアイ
  -  バルバドス
  -  ブラジル
  -  ベリーズ
  -  ボリビア
- アフリカ
  -  アルジェリア
  -  エチオピア
  -  ガボン
  -  カメルーン
  -  ケニア
  -  コンゴ共和国
  -  コンゴ民主共和国
  -  ジンバブエ
  -  スーダン
  -  エスワティニ
  -  赤道ギニア
  -  ソマリア
  -  チャド
  -  トーゴ
  -  ナイジェリア
  -  ナミビア
  -  ブルキナファソ
  -  ブルンジ
  -  マダガスカル
  -  南アフリカ共和国
  -  南スーダン
  -  モーリタニア
  -  モロッコ
  -  リベリア
  -  ルワンダ
  -  レソト
- オセアニア
  -  オーストラリア
  -  パラオ共和国
- 海外領土
  -  アメリカ領サモア
  -  北マリアナ諸島
  -  バミューダ諸島
  -  プエルトリコ
  -  マン島
- その他
  -  ソマリランド

### 過去に両院制を採用していた国や地域
- ニュージーランド - 1951年に一院制となった。
- 大韓民国 - 第二共和国以後一院制転換。
  - ただし、統一主体国民会議を一つの議会と見れば、第四共和国も二院制だったと見ることができる。
- 米国・ ネブラスカ州 - 1934年ネブラスカ州憲法を改正して州議会を一院制である「Nebraska Legislature」に改編した。
- オーストラリア連邦・ クイーンズランド州 - 1922年に上院を廃止して一院制となった。
- 台湾（中華民国） - 2005年に国民大会の機能が凍結されることによって、現在では完全に立法院の一院制となった。
- トルコ - 1982年憲法改正により一院制となった。
- ノルウェー - 2009年に一院制となった。
- トルクメニスタン - 2023年憲法改正により一院制となった。

### 地方政府での採用
アメリカ合衆国（米国）
米国の州議会は、ネブラスカ州を除く49の州議会がすべて両院制である。また、アメリカ領サモア・北マリアナ諸島・プエルトリコの3つの未編入領域も両院制を採用している。ただし、首都ワシントンD.C.とその他3つの未編入領域は一院制である。

### 国際機関での採用
欧州連合（EU）
欧州連合では、加盟国の市民が直接投票で選んだ議員からなる欧州議会と、加盟国の政府の閣僚で構成される欧州連合理事会が、法令の制定を行う立法機関となっており、法令の制定のためには両機関の採択を受けることなどが求められている。この点から、欧州連合においても両院制を採っているとみなすことができる（詳細は欧州連合の立法手続も参照のこと）。

## 両院制の類型
両院制の代表的な分類では、次のように類型化される。
連邦型（連邦代表型）
アメリカ、スイス、ドイツ、オーストラリアなど。
貴族院型（特権階級代表型）
イギリス、カナダ、大日本帝国議会など。
民選議院型（民主的第2次院型）
イタリア、日本など。
間接民主型（選挙人団選出型）
フランスなど。
この類型は立法府のみに着目した形式的なものであり、行政府との関係も視野に入れると政治制度の区別も重要である。また、同じ制度であってもそれぞれの国の運用は多様である。連邦型であっても、アメリカ合衆国上院は国民による公選制であり、ドイツ連邦参議院は州政府による任命制である。
貴族院型の代表例はイギリスである。イギリスの議会には「選挙の洗礼を受けた上で庶民院（下院）を通過させた法案を、貴族院（上院）は修正はできるが阻止することはできない」とする不文律（ソールズベリー・ドクトリン）がある。この貴族院も今日ではもとからの世襲の貴族である議員は92人に削減され、現在の貴族院議員のほとんどは“一代貴族”（有識者や功労者を貴族院議員にするために一代限りの貴族として認定した者）である。このため、特権階級の代表としての意義は殆どない。戦前日本の帝国議会の貴族院にも、学識経験者などからなる勅選議員がいた。なお、イギリスの貴族院は2009年まで最高裁判所を兼ねており、違憲立法審査権に相当する機能を果たしてきた。類似の制度としては、議会とはみなされていないものの、イランの監督者評議会が挙げられる。
民選議院型のうち日本の国会（参議院）やイタリアの議会（元老院）では、上院議員も直接選挙で選んでいる。両国とも議院内閣制であるが、イタリアでは内閣不信任決議・解散を含め上院と下院が完全に対等である点が異なる。上下院の分裂を避けるためイタリアでは両院同日選挙が慣例となっており、そういった意味では一院制に近いとも言える。
他方でフランスは中央集権的色彩の特に強い単一国家であるが、国会のフランス元老院の位置付けはドイツやアメリカのような連邦型に近い。下院と地方議会の議員約15万人が上院議員を選挙する間接選挙であり、主権民たる国民による直接選挙は行われない。
ノルウェーの議会・立法府（「ストーティング」）は2007年の憲法改正までは国政選挙を一括して行い、選挙後に議員を二院に分ける変則型であった。同じ民選でも日本のような別日に民選選挙が行われる両院制と異なる。上院議員（参議院議員）など全て公選によって人口比で州の代表ら（日本でいう都道府県から人口比）の選出ではなく、両院で国民の代表が選出されるというのは珍しい。イタリアなどでは同日選挙で両院のねじれを防ぐため、必ず両院同日に選挙が行われている。なお、憲法改正後のノルウェー議会は一院制議会となっている。

## 日本国憲法における両院制
日本の国会は衆議院及び参議院の両議院で構成される（日本国憲法第42条）。

### 両院制の採用
第二次世界大戦の終戦後に日本国憲法が制定された際、当初GHQから提示されたいわゆるマッカーサー草案では、国会は一院制になっていた。この草案は、1946年（昭和21年）2月13日に外務大臣公邸でGHQ民政局局長のホイットニー准将が会談した外務大臣の吉田茂と憲法改正を担当する国務大臣の松本烝治に対して手交したものだが、これを見た松本はその場で、一院制では選挙で多数党が変わる度に前政権が作った法律をすべて変更して政情が安定しなくなることを指摘し、二院制の検討をホイットニーに迫って約束させている。
その後、議会と枢密院での議論のために法制局が作成した想定問答集では、「問　一院制を採らず兩院制を採る事由如何」「答　一院制を採るときは、いはゆる政黨政治の弊害、即ち多數黨の横暴、腐敗、黨利黨畧の貫徹等が絶無であるとは保し難いのであつて…」と、「政党政治の弊害」を両院制を採る理由としてあげている。

### 両院の比較
衆議院議員の任期は4年だが、衆議院解散の場合には期間満了前に終了する（日本国憲法第45条）。
参議院議員の任期は6年で、3年ごとに議員の半数を改選する（日本国憲法第46条）。
|          | 衆議院                  | 参議院                   |
| -------- | ----------------------- | ------------------------ |
| 定数     | 465議席                 | 248議席                  |
| 任期     | 4年（任期中の解散あり） | 6年（3年ごとに半数改選） |
| 選挙権   | 18歳以上                | 18歳以上                 |
| 被選挙権 | 25歳以上                | 30歳以上                 |

なお、2015年（平成27年）6月に公職選挙法等の一部を改正する法律が成立・公布され、2016年（平成28年）6月19日の施行により年齢満18歳以上満20歳未満の者も選挙に参加することができることとなった。

### 参議院改革論
「参議院の独自性・自主性を高める改革をして、両院制の存在意義を強めよう」という主張として参議院改革論がある。